# Евразийский национальный университет
Евразийский национальный университет имени Л. Н. Гумилёва (ЕНУ; каз. Гумилев атындағы Еуразия ұлттық университеті) — крупнейший национальный исследовательский университет Казахстана, расположенный в Астане. 
ЕНУ обладает статусом национального университета с 2001 года и входит в число ведущих вузов мира, занимая 321-е место в рейтинге QS World University Rankings 2025. Он предоставляет образование на трёх уровнях: бакалавриат, магистратура и докторантура, предлагая более 160 образовательных программ.  
Университет включает 13 факультетов, военную кафедру, а также 28 научных учреждений (институты, лаборатории и центры). ЕНУ активно участвует в международных академических ассоциациях и сотрудничает с более чем 100 университетами и научными центрами по всему миру. 

Студенческий вход

Международное признание и достижения: удостоен престижной международной медали «Объединенная Европа» (Оксфорд, 2005), отмечен Международной наградой имени Сократа за вклад в интеллектуальное развитие современного общества (Оксфорд, 2006), награжден золотой звездой «Лучшая компания СНГ» (Москва, 2007), аккредитован Высшим комитетом по аккредитации неиорданских высших учебных заведений (Хашимитское Королевство Иордании, 2009).
25 декабря 2012 года ЕНУ им. Л. Н. Гумилева стал лауреатом премии Президента Республики Казахстан «Алтын Сапа» в номинации «Лучшее предприятие, оказывающее услуги».
В 2014 году ЕНУ получил премию Экономического совета Содружества Независимых Государств в номинации «Услуги» за достижения в области качества продукции и высокоэффективные методы управления качеством..

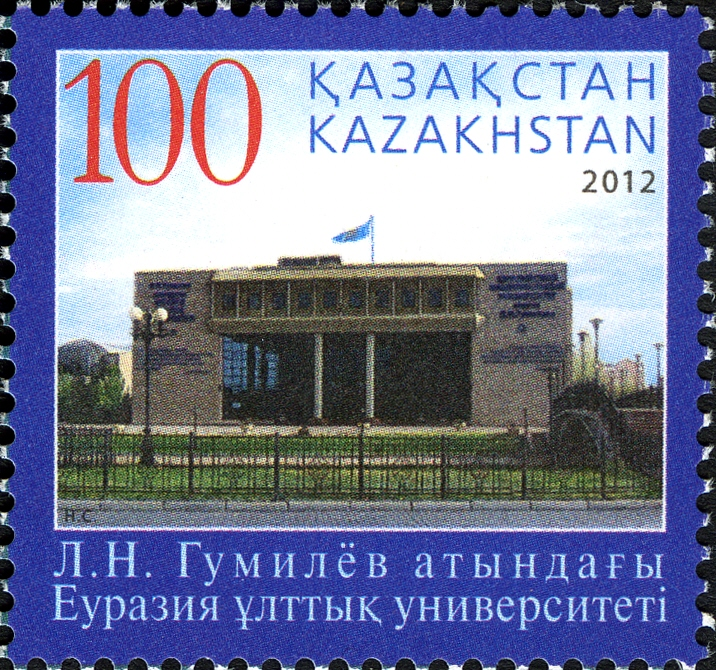
Почтовая марка Казахстана 2012 года

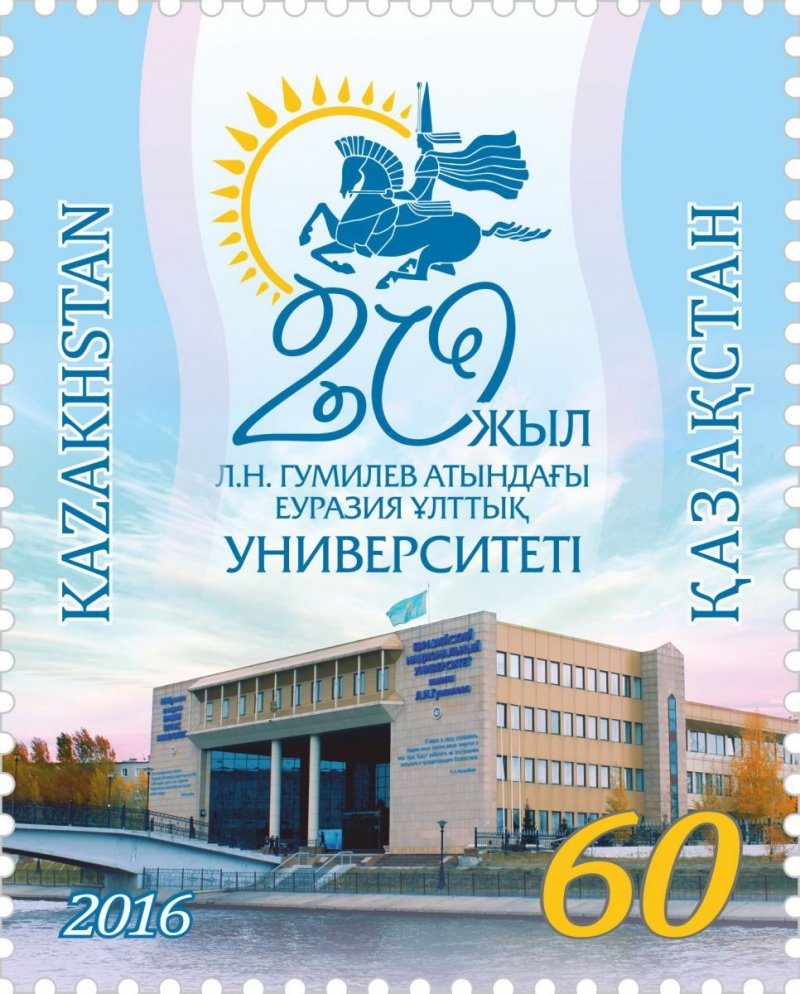
Почтовая марка Казахстана 2016 года

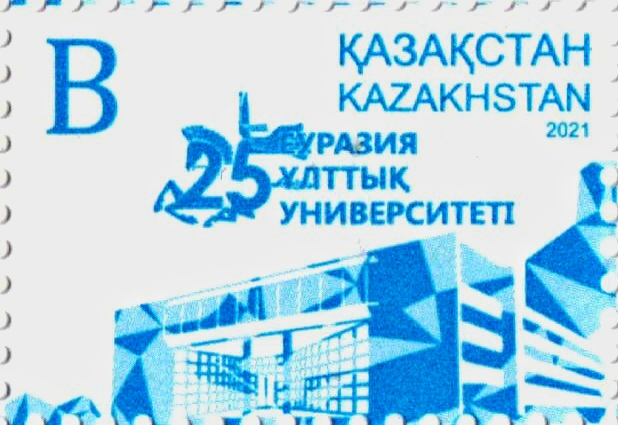
Почтовая марка Казахстана 2021 года

Международное сотрудничество осуществляется на основе 376 договоров с зарубежными вузами, научными центрами и другими научными организациями. ЕНУ имеет за рубежом 12 культурно-образовательных центров — в Китае, Индии, Турции, Бельгии, России, Белоруссии и других странах. ЕНУ участник Сетевого университета стран СНГ и Университета стран ШОС.
Научные исследования проводятся на факультетах и в 30 научно-исследовательских подразделениях ЕНУ. В ЕНУ издается 17 научных журналов, 3 из которых входят в мировые библиометрические базы данных (Web of Science и Scopus), а также 8 — в Российский индекс научного цитирования. Функционируют 26 диссертационных советов по защите PhD диссертаций.
Для развития предпринимательства среди студенческой молодежи с 2017 года действует Молодежный бизнес-инкубатор.
Образовательная деятельность нацелена на подготовку кадров с высшим и послевузовским образованием, удовлетворяющих потребностям индустриально-инновационного развития экономики РК, запросам внутреннего и внешнего рынка труда.
Подготовка бакалавров осуществляется по 100, магистров - 113, докторов PhD - 61 программам.
42 программ реализуются на английском языке, 25 - программ двойного диплома. Впервые в 2020 году запущена программа постдокторантуры.
Студенты университета активно участвуют в реализации социально-значимых республиканских проектов. Широко развивается волонтерское движение. Более 1500 активистов ЕНУ вовлечены в социальную работу. 
Для удовлетворения потребности в развитии творческих интересов студентов работают 85 молодежных клубов и объединений.
В ЕНУ издается 17 научных журналов, 3 из которых входят в мировые библиометрические базы данных.
Функционирует 22 диссертационных совета по защите PhD диссертаций.
Для развития предпринимательства среди студенческой молодежи с 2017 года действует Молодежный бизнес-инкубатор, где прошли акселерацию более 100 проектов.

## История
Университет был учреждён 23 мая 1996 года на основании Указа Президента Республики Казахстан Н. А. Назарбаева путем объединения Целиноградского инженерно-строительного института и Целиноградского педагогического института. 24 октября 2000 года, согласно постановлению Правительства Республики Казахстан № 1589, университет был преобразован в Евразийский государственный университет имени Л. Н. Гумилёва посредством слияния с Дипломатической академией Министерства иностранных дел Республики Казахстан.
Согласно постановлению Правительства Республики Казахстан от 29 июня 2001 года № 892 «О переименовании отдельных государственных высших учебных заведений», университет получил новое название — Евразийский национальный университет имени Л. Н. Гумилева. На основании Указа Президента Республики Казахстан от 5 июля 2001 года № 648 «О предоставлении особого статуса отдельным государственным высшим учебным заведениям», вузу был присвоен статус национального университета, учитывая его значительный вклад в развитие личности, основанный на национальных и общечеловеческих ценностях, а также достижениях науки и техники.
Согласно Постановлению Правительства Республики Казахстан № 957 от 17 сентября 2011 года «О некоторых вопросах учебных заведений МОН РК», ЕНУ был преобразован в Республиканское государственное предприятие на праве хозяйственного ведения. В соответствии с Постановлением Правительства Республики Казахстан № 752 от 11 октября 2019 года «О некоторых вопросах высших учебных заведений Министерства образования и науки Республики Казахстан», ЕНУ был реорганизован в Некоммерческое акционерное общество «Евразийский национальный университет имени Л. Н. Гумилева» с полным участием государства в уставном капитале.

## Факультеты
- Факультет информационных технологий
- Факультет журналистики и социальных наук
- Факультет естественных наук
- Факультет международных отношений
- Экономический факультет
- Исторический факультет
- Юридический факультет
- Филологический факультет
- Институт физико-технических наук
- Транспортно-энергетический факультет
- Механико-математический факультет
- Архитектурно-строительный факультет
- Высшая школа образования
- Военная кафедра

## Образовательные программы
По состоянию на 2025 год университет реализует широкий спектр образовательных программ всех уровней высшего образования. В рамках бакалавриата осуществляется подготовка по 104 программам, магистратура представлена 133 программами научно-педагогического направления, а докторантура PhD включает 64 образовательные программы. Учебные планы разрабатываются с учётом современных требований к профессиональной подготовке и ориентированы на развитие научного и практического потенциала студентов.

## Ректоры
Ректорами университета были:

Целиноградский инженерно-строительный институт (ЦИСИ) 

Т. Г. Духов (1964—1965)

Х. А. Асанбеков (1965—1977)

Х. К. Карешов (1977—1988)

А. Г. Чекаев (1988—1996)

Целиноградский педагогический институт

К. Ж. Жаманбаев (1962—1974)

Б. С. Сункарбеков (1974—1984)

М. С. Беспаев (1984—1987)

Н. В. Алексеенко (1987—1992)

Кусаинов, Амангельды Кусаинович (1992—1996)

Евразийский национальный университет имени Л. Н. Гумилева

Кусаинов, Амангельды Кусаинович (1996—2000)

М. Ж. Жолдасбеков (2000—2004)

С. А. Абдыманапов (2004—2008)

Б. Ж. Абдраим (2008—2011)
Сыдыков, Ерлан Батташевич(с 2011 года)

## Студенческие организации

### Музеи
Музей тюркской письменности
Музей тюркской письменности ЕНУ им. Л. Н. Гумилева — научное, учебно-вспомогательное и культурно-просветительское подразделение университета. Открыт он был 18 сентября 2003 года. Экспонаты музея истории тюркской письменности ориентированы на познание истории письма.
Музей-кабинет Л. Н. Гумилёва
Музей-кабинет Л. Н. Гумилева открыт 1 октября 2002 года. Помощь в создании экспозиции музея оказали исследователи творчества учёного — Э. Дильмухамедова, М. Новгородова, М. Козырева, В. Биличенко, Е. Маслова. В 2004 году Наталья Викторовна Гумилёва, супруга Л. Н. Гумилёва, завещала Евразийскому национальному университету московский рабочий кабинет ученого и ряд его личных вещей. Музей-кабинет используется как действующая учебная лаборатория кафедры евразийских исследований.

### Спортивно-оздоровительный комплекс «University sports centre»
Под пристальным вниманием вопрос здоровья молодежи и пропаганды здорового образа жизни среди студентов. В рамках реализации этих задач университет за счет личных средств возвел большой спортивный комплекс". Новый спортивный комплекс площадью 7074 квадратных метра и пропускной способностью до 216 человек в смену, предназначен для проведения занятий по игровым видам спорта, включая волейбол, баскетбол, мини футбол, гандбол, борьбу, танцы, а также для проведения соревнований и тренировочных занятий специальных спортивных секций. Здание комплекса состоит из четырех этажей, на первом располагаются две футбольные, одна баскетбольная и четыре волейбольных площадки, на втором — мужские и женские раздевалки, на третьем — мужской и женский тренажерный зал, боксерский зал, спортивные кабинеты для игры в шахматы, а также в национальные виды спорта как тогызкумалак, асык ату и бес тас, на четвертом — зал для игры в теннис, спортзал для шейпинга и танцев. В скором времени планируется открытие скалодрома.

### Профсоюзный комитет
Предмет деятельности — представление и защита трудовых, а также иных социально-экономических прав и интересов своих членов.
Ведется контроль над выполнением основных пунктов коллективного договора, распределением обязанностей между членами профсоюзного комитета, защитой труда и проверкой безопасности работы. Профсоюзный комитет оказывает спонсорскую помощь для организации, например: следующих мероприятий: Международный женский день, Наурыз мейрамы, Праздник Единства народа Казахстана, День Победы, Новый год и др. Также профсоюзный комитет оказывает финансовую поддержку при проведении факультетских мероприятий.
	В зимний и летний период среди ППС и сотрудников университета проводятся спартакиады «Бодрость и здоровье».  На их организацию и проведение профсоюзным комитетом оказывается благотворительная помощь. Круглогодично работает учебно-оздоровительный центр «Тұмар» в п. Зеренды Акмолинской области, где могут отдохнуть сотрудники и обучающиеся.
Ежегодно администрация, профсоюзный комитет совместно с центром молодежной политики посещают детский дом и оказывают им посильную помощь. Ветераны ВОВ и труда, пенсионеры университета всегда под нашей опекой.
В летний период сотрудникам предоставляется 30-ти % скидка от стоимости стандартного номера на санаторно-курортное лечение в пределах Казахстана при наличии отчетных финансовых документов.

### Библиотека
Научная библиотека является информационным центром университета в реализации учебно-образовательной, научно-исследовательской и культурно-воспитательной деятельности. Основные задачи научной библиотеки: изучение, сбор, хранение и продвижение трудов ученых университета, информационная поддержка студентов и профессорско-преподавательского состава, повышение медииной и информационной грамотности пользователей, содействие публикационной активности ученых вуза. Научная библиотека постепенно трансформируется в комбинацию традиционной и электронной библиотеки.
С 2016 года реализуется проект «Предметный библиотекарь». В задачи и обязанности предметных библиотекарей входит участие в отборе новой литературы и электронных ресурсов, отвечающим информационным потребностям студентов и преподавателей; по поддержке публикационной активности ППС, магистрантов и докторантов; предоставление удаленного доступа к образовательным и наукометрическим базам данных (БД), восстановление данных аккаунтов ученых, работа с h-индексом в БД Scopus и Web of Science, поиск источников для публикаций научных статей ученых университета, работа с профилями ученых в наукометрических базах данных, ORCID, Google Academу, выборка электронных источников по тематическим запросам ППС, выборка источников для указания в научных проектах ППС университета.

### Учебно-оздоровительный центр «Тұмар»
Учебно-оздоровительный центр «Тұмар» это центр по организации студенческой, учебно-педагогической и оздоровительной деятельности, а также место проведения Международных и Республиканских культурно — массовых мероприятий. Учебно-оздоровительный центр расположен в одном из живописнейших уголков Казахстана, в Акмолинской области поселок Зеренда.
В настоящее время «Тұмар» — единственный такого рода Центр в университете по организации отдыха, студентов, профессорско-преподавательского состава. Центр функционирует круглый год.
Для посетителей предусмотрены современные комфортабельные условия для отдыха, обучения и проживания.

### «Өнер орталығы» Центр искусства
В Евразийском национальном университете им. Л. Н. Гумилева имеются все возможности для проявления таланта и раскрытия творческого потенциала и способностей молодых людей.
Начальник центра и руководители коллективов ежегодно проводят кастинг для новых талантов нашего университета, на котором студенты показывают свои умения. В результате распределяют ребят в творческие коллективы. Основная цель центра — создание условий для развития творческих, духовных возможностей личности, формирования прочных навыков здорового образа жизни и воспитания гражданско-правовой и нравственной культуры обучающихся. Подготовка творческих коллективов Университета к участию в Международных, Республиканских и городских конкурсах и фестивалях.
Развитие творческих способностей студентов, создание творческих коллективов, пропаганда музыкального наследия, улучшение качества организации мероприятий, воспитание настоящих патриотов своей страны.
Центр «Өнер орталығы» получали высшие награды, защищая статус университета в различных конкурсах, таких как:
•	Международный конкурс «Мир танца», Испания, Коста Браво;
•	Международный музыкальный конкурс «UNIVISION», Азербайджан, Баку;
•	Международный чемпионат Азии по черлидингу Корея, Сеул;
•	Международный Фестиваль команд КВН «КиВиН» г. Сочи;
•	Международный конкурс «DUBAI MUSIC FESTIVAL-CONTEST» Дубай;
•	Международный конкурс «OPEN ASIA» Узбекистан, г. Ташкент;
•	Международный конкурс «Молода Галичина» Украина, г. Львов;
•	В 2019 году номинация «Лучший молодежный театр» в конкурс «Елорда жастары» г. Астана;
•	Республиканский конкурс «GLORIA» г. Алматы.
Центр «Өнер орталығы» входят следующие коллективы:
•	Вокалисты «E-STUDIO»
•	Школа танца «Самұрық»
•	Театр «Шаңырақ»
•	Оркестр «Дала сазы»
•	Сборные команды Жайдарман и КВН
•	Вокально-инструментальный ансамбль «EURASIA».